# أحادي أكسيد البروم
أول أكسيد البروم هو مركب ثنائي غير عضوي من البروم والأكسجين يحمل الصيغة الكيميائية BrO. هذا المركب عبارة عن جذر حر، وهو أبسط من العديد من أكاسيد البروم. المركب قادر على التأثير على العمليات الكيميائية الجوية. ويتم العثور على أحادي أكسيد البروم طبيعياً في الأعمدة البركانية. وأحادي أكسيد البروم مُشابه لجذور أحادي فلوريد الأكسجين وأول أكسيد الكلور وأول أكسيد اليود.

## الخصائص الكيميائية
يُعتبر المركب فعالاً جداً كمحفِّز لتدمير الأوزون. التفاعل الكيميائي بين أحادي أكسيد البروم وثاني أكسيد الكلور (OClO) يؤدي إلى استنفاد الأوزون في طبقة الستراتوسفير.